# Ракитянская, Валентина Дмитриевна
Валентина Дмитриевна Ракитянская (укр. Валентина Дмитрівна Ракитянська; 15 октября 1948, Бендеры, Молдавская ССР — 23 октября 2021, Харьков) — директор Харьковской государственной научной библиотеки имени В. Г. Короленко. Заслуженный работник культуры Украины (1999), председатель Харьковского областного отделения Украинской библиотечной ассоциации (2011—2019).

## Биография
Родилась 15 октября 1948 года в городе Бендеры Молдавской ССР.
В 1972 году окончила библиотечный факультет Харьковского института культуры. Профессиональную деятельность начала в Харьковской областной универсальной научной библиотеке (ХОУНБ) в должности методиста. Позже работала заведующей отдела, главным библиографом, заместителем директора по научной работе. В. Д. Ракитянская с 1990 года была одним из основателей Харьковского библиотечного общества и до 1994 года была заместителем его председателя.
В 1995 году Валентина Дмитриевна возглавила ХОУНБ. Библиотека начала внедрять новые компьютерные технологии, создавать печатные и электронные базы данных «Культура Харьковской области», «Харьковщина». Были созданы автоматизированные рабочие места, локальная сеть и сайт библиотеки.
В 2003 году открыт Интернет-центр по гранту проекта Отдела прессы, образования и культуры Посольства США в Украине «Интернет для читателей публичных библиотек» (LEAP).
В 1999—2000 годах по ходатайству директора ХОУНБ получила два дополнительных помещения (общей площадью более 90 кв. м).
Под руководством В. Д. Ракитянской произошла реорганизация структуры библиотеки — создан региональный центр информации «Харьковщина», WEB-проект «Харьковщина» (2004), начато формирование электронного каталога, расширен спектр услуг библиотеки. Благодаря грантовым проектам ХОУНБ превратилась в современный информационный центр, соответствующий потребностям общества и времени. Валентина Дмитриевна занималась развитием сети сельских библиотек Харьковщины. По её инициативе было открыто 27 новых библиотек (2005—2006).
В январе 2007 года Валентина Дмитриевна заняла должность директора Харьковской государственной научной библиотеки имени В. Г. Короленко (ХГНБ).
Директор с первого дня на этой должности прилагала много усилий для развития библиотеки, модернизации и внедрения новых информационно-телекоммуникационных и инженерных технологий в библиотеке, поддержки её имиджа современного научного учреждения.
Под руководством Валентины Дмитриевны библиотека получила новое лицо: была создана историческая галерея, музей библиотеки, кабинет библиотековедения им. Л. Б. Хавкиной, открыт второй Интернет-центр. Библиотека стала центром, где происходят многочисленные встречи учёных Харьковщины, проводятся научные конференции, «круглые столы» и др.
Коллектив ХГНБ был отмечен Почётной грамотой Кабинета Министров, почётным знаком Харьковского областного совета «Слобожанская слава» (2011).
Под руководством В. Д. Ракитянской библиотека принимала участие в разработке документов национального значения: "Государственной целевой национальной культурной программы создания единой информационной библиотечной системы «Библиотека — ХХI» (2010), «Стратегии развития библиотек Украины до 2020 г.», «Государственной программы сохранения библиотечных фондов до 2020 г.», новой редакции Постановления КМУ «Об утверждении перечня платных услуг, которые могут предоставляться государственными и коммунальными учреждениями культуры» (2012), новой редакции Закона Украины «О культуре», новой редакции Закона Украины «О библиотеках и библиотечном деле» (2013), «Типовых правил пользования библиотеками в Украине» (2014), «Стратегии развития библиотечного дела в Украине до 2025 г.» (2015) и др.
В 2012 году ХГНБ присоединилась к созданию электронной библиотеки «Культура Украины» под кураторством НПБУ (теперь Национальная библиотека Украины имени Ярослава Мудрого).
В 2013 году библиотека признана победителем областного конкурса качества «Лучшая продукция Харьковщины» в номинации «Работы или услуги, которые выполняются или предоставляются в бытовой и производственной сферах».
В 2014 году начато внедрение регионального электронного корпоративного проекта «Библиотечная энциклопедия Харьковщины».
В 2016 году в библиотеке начата реализация проекта немецкой компании GIZ «Поддержка территориальных общин Украины в связи с увеличением количества внутренне перемещённых лиц». Также библиотека присоединилась к корпоративному информационному порталу «Наука Украины: доступ к знаниям».
Валентина Дмитриевна является членом Ассоциации современных информационно-библиотечных технологий (1995), Национального союза краеведов (1998), правления Всеукраинской ассоциации содействия ООН (2000). С апреля 2011 года по 13 марта 2019 руководила Харьковским областным отделением Украинской библиотечной ассоциации. Входит в состав Харьковского областного общественного гуманитарного совета (2012), входит в состав коллегии управления культуры и туризма ХОГА и Наблюдательного совета ХГАК (2016). Статьи о деятельности Ракитянской опубликованы в рейтинговых изданиях серии «500 влиятельных личностей» («Харькову — 350», «Харьков юбилейный», «Выдающиеся женщины. Украина — 2005», «Украина и украинцы — цвет нации. Гордость страны»).
Скончалась 23 октября 2021 года в Харькове.

## Отличия и награды
- Заслуженный работник культуры Украины (1999).
- Почётная грамота Харьковской областной государственной администрации (1998, 2003).
- Рейтинг «Харьковчанин года» (2005, 2008).
- Почётный знак Харьковского совета «Слобожанская слава» (2010).
- Почётная грамота Государственного департамента интеллектуальной собственности (2010).
- Почётная грамота ЦК профсоюза работников культуры Украины (2010, 2011).
- Стипендия председателя Харьковской областной администрации в области культуры им. Гната Хоткевича (2003—2004).
- Звание «Почётный гражданин Харьковской области» (2013).
- Орден княгини Ольги III степени (2012).

Неоднократно награждалась Почётными грамотами и благодарностями Министерства культуры Украины. Имеет Диплом и Звезду «Патриот Украины».